# Rejon seredynobudski
Rejon seredynobudski – jednostka administracyjna wchodząca w skład obwodu sumskiego Ukrainy.
Rejon utworzony w 1923, ma powierzchnię 1100 km². Siedzibą władz rejonu jest Seredyna-Buda.
Na terenie rejonu znajdują się 1 miejska rada, 1 osiedlowa rada i 16 silskich rad, obejmujących w sumie 57 wsi i 4 osady.